# Cacine
Cacine är en sektor i Guinea-Bissau.   Den ligger i regionen Tombali, i den södra delen av landet, 100 km sydost om huvudstaden Bissau.